# Jeroen Bakkers
Jeroen Petrus Wilhelmus Maria Bakkers (Loon op Zand, 13 mei 1970) is een Nederlands gewoon hoogleraar Molecular Cardiogenetics aan de Universiteit Utrecht.

## Biografie
Bakkers studeerde in 1993 af aan de Landbouwhogeschool Wageningen als microbioloog. In 2000 promoveerde hij aan de Rijksuniversiteit Leiden op Chitin oligosaccharides in zebrafish development. Vervolgens was hij als post-doc-onderzoeker tot 2003 verbonden aan het Max Planck Institute of Immunobiology and Epigenetics in Freiburg. Vanaf dat laatste jaar trad hij in dienst van het Hubrecht Instituut in Utrecht, en was daar laatstelijk senior hoofdonderzoeker. Per 1 februari 2015 werd hij benoemd tot gewoon hoogleraar Molecular Cardiogenetics aan de Universiteit Utrecht. Op 3 februari 2016 hield hij zijn inaugurele rede onder de titel Erfelijke hartziekten. Lessen uit de ontwikkelingsbiologie. In Utrecht houdt hij zich bezig met een groep onderzoekers in de zogenaamde Bakkers Groep met de genetica van de hartontwikkeling, -regeneratie en -ziekte, met de zebravis als modelsysteem.
Prof. dr. ir. J.P.W.M. Bakkers werkte voorts mee aan tientallen artikelen op zijn vakgebied, en kreeg vele eerbewijzen in de vorm van wetenschappelijke subsidies.